# Иваньково (на реке Проне)
Ива́ньково — деревня в Михайловском районе Рязанской области России.

## География
Деревня находится на границе с Тульской областью на берегу реки Проня. По другую сторону реки расположилось деревня Плоское муниципального образования города Новомосковск .

## История
В 1906 году в деревне находились кирпичный завод, казённая винная лавка, две мелочные лавки.
До 1924 года деревня входила в состав Маковской волости Михайловского уезда Рязанской губернии.
До 2004 года деревня входила в состав Бычковского сельсовета.

## Население
| 1859 | 1906 | 1929 | 2010 |
| ---- | ---- | ---- | ---- |
| 373  | ↗526 | ↗605 | ↘0   |